# Le Caire
Le Caire település Franciaországban, Alpes-de-Haute-Provence megyében. Lakosainak száma 77 fő (2022. január 1.). Le Caire Clamensane, Curbans, Faucon-du-Caire és La Motte-du-Caire községekkel határos.

## Népesség
A település népességének változása:
| Lakosok száma | 68   | 72   | 85   | 70   | 63   | 64   | 71   | 73   | 74   | 77   |
|               | 1968 | 1982 | 1990 | 2006 | 2013 | 2015 | 2017 | 2019 | 2020 | 2022 |